# Bam Margera
Brandon Cole (Bam) Margera (West Chester (Pennsylvania), 28 september 1979) is een Amerikaanse skateboarder, acteur en radiopresentator, bekend van de tv-serie Jackass.

## Biografie
Margera ging naar de East High School in West Chester, waar hij zijn diploma behaalde. Margera's doorbraak kwam er toen hij op tv verscheen in het programma Jackass. Later begon hij zijn eigen show, Viva La Bam, waarin hij samen met Ryan Dunn, Raab Himself, Brandon DiCamillo en Rake Yohn net zoals in Jackass stunts uithaalde.
Eerder had Margera al diverse video's uitgebracht onder de naam CKY. Hierin was hij al te zien met andere Jackass-mensen. Deze video's zijn later uitgebracht op dvd. Ook werden zijn huwelijksvoorbereidingen gevolgd in de MTV-serie Bam's Unholy Union. Op 3 februari 2007 trouwde hij met zijn jeugdliefde Missy (Melissa) Rothstein. In 2012 besluiten Bam en Missy om te gaan scheiden.
Op 20 juli 2009 werd Margera met spoed naar een ziekenhuis gebracht. Rond half twee 's middags belde Missy vanuit zijn woning het alarmnummer 911, nadat Margera tegen Missy had gezegd een overdosis antidepressiva te hebben ingenomen, wat overigens gelogen was. Een dag later gaf hij een verklaring uit over zijn plotselinge ziekenhuisopname. Margera had zich vier dagen lang tegoed gedaan aan alcohol vanwege huwelijksproblemen, zo meldde hij aan website TMZ.com en tijdens zijn eigen radioshow Radio Bam. Hij was compleet uitgedroogd en moest aan het infuus om vocht toegediend te krijgen.
Op 12 juni 2010 werd Margera in elkaar geslagen door een vrouw met een honkbalknuppel. Daarop moest hij naar het ziekenhuis worden vervoerd. De mishandeling vond zaterdagnacht plaats voor de deur van zijn café in Pennsylvania. Buiten werd hij met een honkbalknuppel aangevallen door een 59-jarige vrouw die naast zijn café woonde en veel geluidsoverlast van zijn café ondervond. Ze raakte Margera naar verluidt op zijn achterhoofd. Hij werd met een zware hersenschudding en interne bloeding opgenomen in het ziekenhuis. Hierdoor kon hij tijdens de opnamen van Jackass 3D bepaalde stunts niet uitvoeren die in de dagen erna plaatsvonden.
Op 5 oktober 2013 trouwde Margera met Nicole Boyd in Reykjavik, IJsland.
In januari 2021 gaf Margera aan dat Paramount Pictures hem als een zorg, een blok aan het been, beschouwt. Dit vanwege zijn gedrag van de afgelopen jaren. Hij gaf aan dat Jeff Tremaine met de studio had gevochten om Margera in de volgende Jackass-film, Jackass Forever, te houden, maar Margera was er nog steeds niet zeker van dat Paramount hem zou toestaan om deel te nemen aan de opnames van de film. Margera werd ontslagen vanwege het verbreken van nuchterheid. Daardoor verschijnt hij naast de archiefbeelden slechts in één scène, waarbij hij als onderdeel van een fanfare op een draaiende loopband springt. Ook was Margera aanwezig bij de stunts: Silence of the Lambs en The Triple Wedgie maar was niet te zien in de scènes. Op 11 februari 2021 plaatste Margera verschillende video's op zijn Instagram-account, Door de hele video heen was Margera te zien huilen, overgeven en zinspelend op het opzoeken van "hoe een strop te binden" voordat hij naar Oceanside, Californië verhuisde. Margera beweerde dat Paramount hem had gedwongen antidepressiva te nemen, willekeurige urinetests te ondergaan en zich met zijn eigen geld in te checken bij twee verschillende revalidatiecentra. Hij uitte ook minachting voor Tremaine, Johnny Knoxville en Spike Jonze voordat hij zijn fans vroeg Jackass Forever te boycotten. Vervolgens vroeg hij zijn volgers om hem geld te sturen om zijn eigen film te filmen om te concurreren met Jackass Forever. De video's werden kort nadat ze waren gepost van Margera's Instagram-account verwijderd.
Op 25 mei 2021 werd gemeld dat Tremaine een tijdelijk straatverbod had ingediend tegen Margera vanwege de intimidatie van zowel Tremaine als Knoxville door Margera via Instagram. Margera kreeg een extra straatverbod van drie jaar, uitgebreid tot Tremaine's vrouw en kinderen, nadat Margera de familie naar verluidt doodsbedreigingen had gestuurd. Op 9 augustus 2021 heeft Margera een rechtszaak aangespannen tegen Tremaine, Knoxville en Jonze, evenals tegen Paramount Pictures, MTV, Dickhouse Entertainment en Gorilla Flicks, met het argument dat hij ten onrechte was ontslagen uit de productie van Jackass Forever. Op 12 januari 2022 zei Knoxville dat één scène die Margera voor Jackass Forever filmde nog steeds in de film zou zitten, ondanks de lopende rechtszaak. Ze kwamen met een schikking nadat Bam op 14 april 2022 had gevraagd om de rechtszaak te seponeren. De voorwaarden van de schikking blijven privé.
Op 16 september 2021 had Margera's vrouw Nikki de voogdij over hun zoon Phoenix Wolf aangevraagd. Ze diende echter geen echtscheidingsverzoek in om hun achtjarige huwelijk te beëindigen.

## Familie
Margera werd grootgebracht door zijn ouders Phil en April Margera. Zij spelen ook mee in zijn televisieshow Viva La Bam en vaak ongewild in Jackass. Hij heeft ook een oudere broer, Jess, die drummer was bij verschillende bands waaronder CKY, Foreign Objects, The Company Band en Gnarkill. Een ander lid van de familie was Vincent (overleden op 15 november 2015), beter bekend als Don Vito (die door een veroordeling niet meer op televisie mocht komen). Margera woont tegenwoordig in zijn Castle Bam net buiten West Chester, Pennsylvania.
Ook is Margera bevriend met de zanger van de band HIM, Ville Valo; in zijn realitysoap Viva la Bam zie je ook vaak het heartagram van HIM.

## Carrière

### Films
- Jackass: The Movie (2002, zichzelf)
- Jackass: Number Two (2006, zichzelf)
- Jackass 2.5 (2007, zichzelf)
- Jackass 3.5 (2010, zichzelf )
- Jackass 3D (2010, zichzelf)
- Jackass Forever (2022, zichzelf, gastrol)
- Jackass 4.5 (2022, zichzelf, credits (niet vermeld))
- Haggard: The Movie (2003, medeschrijver, regisseur en acteur)
- Minghags: The Movie (acteur, regisseur)
- Grind (2003, bijrol)
- Destroying America (2000, bijrol)
- Where the #$&% is Santa? (2008, regisseur, medeschrijver en acteur)
- CKY
- CKY2K
- CKY 3
- CKY 4 – Latest & Greatest
- I Needed Time To Stay Useless (2015, zichzelf)

### Programma's
- Jackass
- Viva La Bam
- Bam's Unholy Union
- Bam's Bad Ass Game Show

### Radio
- Radio Bam (Radioshow, te beluisteren via Sirius-satellietradio)

### Boeken
- Serious As Dog Dirt (2009, auteur)

### Andere projecten
- Margera is als skateboarder lid van Team Element, een demonstratieteam voor skateboardmerk Element Skateboards.
- Hij heeft een platenlabel, Filthy Note Records geheten.
- Margera is in 7 videospellen van Tony Hawk geanimeerd als personage.
- Hij heeft de stem van een karakter ingesproken bij het videospel Scarface: The World Is Yours.
- Hij had een café, The Note, in West Chester.
- Hij zingt in een band genaamd "Fuckface Unstoppable".

- Biblioteca Nacional de España: XX1667402
- Bibliothèque nationale de France: cb14118805z (data)
- International Standard Name Identifier: 0000 0000 4699 5550
- Library of Congress Control Number: no2003071755
- MusicBrainz: 48d7dbc6-6ccb-4a7f-ab81-0bcb90e20961
- Nationale Bibliotheek van Tsjechië: xx0231922
- Nationale Bibliotheek van Polen: a0000002042365
- Nederlandse Thesaurus van Auteursnamen: 252645960
- Virtual International Authority File: 56817545
- WorldCat: E39PBJxRykgqv9khK4bKmwtVG3